# Система баскетбольних ліг Європи
Система баскетбольних ліг Європи являє собою серію взаємопов'язаних змагань між європейськими баскетбольними клубами. Ґрунтується на принципі підвищення і пониження у класі між турнірами. На даний момент у системі існують чотири рівня змагань:
- Перший рівень — Євроліга
- Другий рівень — 7 Days Єврокубок
- Третій рівень — Ліга чемпіонів
- Четвертий рівень — Єврокубок ФІБА

## Принцип вибуття та підвищення
Фіналісти третього за престижністю турніру, Євровиклику, отримують право грати наступного року у другому за престижністю турнірі, Єврокубку. Переможець Єврокубку наступного року може грати у першому за престижністю турнірі, Євролізі. Команди, що не проходять кваліфікаційний етап Євроліги вибувають у регулярний сезон Єврокубку.

## Структура
У таблиці наведена рівнева структура піраміди, як для колишньої епохи ФІБА, так і для нинішньої епохи УЛЄБ.
| Рівень   | Епоха ФІБА                               | Епоха ФІБА                               | Епоха ФІБА                               | Епоха ФІБА                               | Епоха ФІБА                               | Епоха ФІБА                               | Епоха УЛЄБ                                   | Епоха УЛЄБ                                   | Епоха УЛЄБ                                   | Епоха УЛЄБ                                   | Епоха УЛЄБ                                   | Епоха УЛЄБ                                   |
| -------- | ---------------------------------------- | ---------------------------------------- | ---------------------------------------- | ---------------------------------------- | ---------------------------------------- | ---------------------------------------- | -------------------------------------------- | -------------------------------------------- | -------------------------------------------- | -------------------------------------------- | -------------------------------------------- | -------------------------------------------- |
| 1 рівень | Супроліга ФІБА (скасовано) 1958-2001     | Супроліга ФІБА (скасовано) 1958-2001     | Супроліга ФІБА (скасовано) 1958-2001     | Супроліга ФІБА (скасовано) 1958-2001     | Супроліга ФІБА (скасовано) 1958-2001     | Супроліга ФІБА (скасовано) 1958-2001     | Євроліга УЛЄБ з 2000 року                    | Євроліга УЛЄБ з 2000 року                    | Євроліга УЛЄБ з 2000 року                    | Євроліга УЛЄБ з 2000 року                    | Євроліга УЛЄБ з 2000 року                    | Євроліга УЛЄБ з 2000 року                    |
| 2 рівень | Кубок Сапорти ФІБА (скасовано) 1966-2002 | Кубок Сапорти ФІБА (скасовано) 1966-2002 | Кубок Сапорти ФІБА (скасовано) 1966-2002 | Кубок Сапорти ФІБА (скасовано) 1966-2002 | Кубок Сапорти ФІБА (скасовано) 1966-2002 | Кубок Сапорти ФІБА (скасовано) 1966-2002 | Єврокубок УЛЄБ з 2002 року                   | Єврокубок УЛЄБ з 2002 року                   | Єврокубок УЛЄБ з 2002 року                   | Єврокубок УЛЄБ з 2002 року                   | Єврокубок УЛЄБ з 2002 року                   | Єврокубок УЛЄБ з 2002 року                   |
| 3 рівень | Кубок Корача ФІБА (скасовано) 1971-2002  | Кубок Корача ФІБА (скасовано) 1971-2002  | Кубок Корача ФІБА (скасовано) 1971-2002  | Кубок Корача ФІБА (скасовано) 1971-2002  | Кубок Корача ФІБА (скасовано) 1971-2002  | Кубок Корача ФІБА (скасовано) 1971-2002  | Євровиклик ФІБА з 2003 року                  | Євровиклик ФІБА з 2003 року                  | Євровиклик ФІБА з 2003 року                  | Євровиклик ФІБА з 2003 року                  | Євровиклик ФІБА з 2003 року                  | Євровиклик ФІБА з 2003 року                  |
| 4 рівень |                                          |                                          |                                          |                                          |                                          |                                          | Єврокубок виклику ФІБА (скасовано) 2002-2007 | Єврокубок виклику ФІБА (скасовано) 2002-2007 | Єврокубок виклику ФІБА (скасовано) 2002-2007 | Єврокубок виклику ФІБА (скасовано) 2002-2007 | Єврокубок виклику ФІБА (скасовано) 2002-2007 | Єврокубок виклику ФІБА (скасовано) 2002-2007 |